# Cassie Hawrysh
Cassie Elise Hawrysh (6 maggio 1984) è una skeletonista canadese.

## Palmarès

### Coppa del Mondo
- Miglior piazzamento nella classifica generale: 8ª nel 2013.
- 1 podio (nelle gare a squadre):
  - 1 vittoria.

#### Coppa del Mondo - vittorie
| Data            | Luogo      | Paese    | Disciplina                                                                                       |
| --------------- | ---------- | -------- | ------------------------------------------------------------------------------------------------ |
| 8 dicembre 2012 | Winterberg | Germania | gara a squadre con Eric Neilson, Kaillie Humphries, Chelsea Valois, Lyndon Rush e Neville Wright |